# Arboleas
Arboleas là một đô thị thuộc tỉnh Almería, ở cộng đồng tự trị Andalusia, Tây Ban Nha. Đô thị này có diện tích 65 km², dân số năm 2005 là 2819 người.

## Biến động dân số
| 1999  | 2000  | 2001  | 2002  | 2003  | 2004  | 2005  |
| ----- | ----- | ----- | ----- | ----- | ----- | ----- |
| 1,540 | 1,540 | 1,615 | 1,782 | 2,000 | 2,310 | 2,819 |

Nguồn: INE (Tây Ban Nha)